# Filip Adamski
Filip Kamil Adamski (ur. 5 stycznia 1983 we Wrocławiu) – niemiecki wioślarz, mistrz olimpijski, mistrz świata.

## Osiągnięcia
- Mistrzostwa Świata U-23 – Amsterdam 2005 – czwórka bez sternika – 2. miejsce
- Mistrzostwa Świata – Eton 2006 – czwórka bez sternika – 2. miejsce
- Mistrzostwa Świata – Monachium 2007 – czwórka bez sternika – 9. miejsce
- Igrzyska Olimpijskie – Pekin 2008 – czwórka bez sternika – 6. miejsce
- Mistrzostwa Świata – Poznań 2009 – ósemka – 1. miejsce
- Mistrzostwa Świata – Hamilton 2010 – dwójka ze sternikiem – 3. miejsce
- Mistrzostwa Świata – Bled 2011 – czwórka bez sternika – 5. miejsce
- Igrzyska Olimpijskie – Londyn 2012 – ósemka – 1. miejsce